# Owendo
Owendo es una ciudad portuaria de Gabón, situada a unos 15 km al sudoeste de la capital, Libreville, en el departamento de Komo-Mondah, en la provincia de Estuaire. 
Es el primer puerto de Gabón, además de ser base de hidroaviones y tener conexiones por carretera con Libreville, Cocobeach, Médouneu y Kango. Su característica más importante es ser el extremo occidental del ferrocarril Transgabonés, operativo desde 1988, por el que llegan cargamentos de maderas preciosas y minerales, principalmente de manganeso. También carga mineral de hierro de las minas de Belinga y productos agrícolas de Belinga, Makokou, Booué, Alembé y Kango.
El puerto tiene un muelle de losas sobre pilastras de 455 m de longitud y 70 m de anchura unido a tierra firme por una pasarela de 42 m de longitud y 45 m de anchura por detrás del muelle principal. En tierra tiene una superficie de 9 ha y 15.000 m² de zonas cubiertas.